# Становое (Борисовский район)
Становое — хутор в Борисовском районе Белгородской области. Входит в состав Стригуновского сельского поселения.

## География
Находится в юго-западной части Белгородской области, в лесостепной зоне, на расстоянии примерно 6 километров (по прямой) к востоку-юго-востоку (ESE) от Борисовки, административного центра района. Абсолютная высота — 199 метров над уровнем моря.
Часовой пояс
Хутор Становое как и вся Белгородская область, находится в часовой зоне МСК (московское время). Смещение применяемого времени относительно UTC составляет +3:00.

## Население
| 2002 | 2010 |
| ---- | ---- |
| 17   | ↘4   |